# Шешковци
Шешковци су насељено мјесто на подручју града Лакташи, Република Српска, БиХ. Према попису становништва из 1991. у насељу је живјело 412 становника.

## Географија
Са западне стране насеље граничи са десном обалом ријеке Врбас а са источне стране граничи са питомим брежуљцима Мотајице. На раскршћу у центру насеља код православне цркве води локални пут на исток у насеље Илићани у општини Србац. Прва два километра пут је асфалтиран. Насеље је прије II. свјетског рата имало четвороразредну основну школу, православну цркву, продавницу мјешовите робе, гостиону, ковачницу, пецару ракије, кроз цијело насеље је био изграђен тврди макадам пут и за та времена насеље је важило као "напредније село" а највише захваљујући породици Купрешанин, која се нажалост послије национализације и отете имовине одселила у Београд, Градишку и друга мјеста. Дио насеља; брежуљкасти дио Ријеке и јужни дио насеља су крајем седамдесетих година добили локални водовод са чистом питком водом из шумовитог Миљановца. Код становништва практично нема бубрежних болести, што се дјелимично може захвалити и тој здравој води. Насеље се може похвалити да има два водоводна система, на тај други "градски" је мало прикључених корисника. У току су радови на проширењу локалнога пута. Стара асфалтна подлога из седамдесетих година ће се замијенити и пут ће бити проширен на двије саобраћајне траке до насеља Друговићи.

## Култура
У насељу је 2012. снимљен дио играног филма Фалсификатор, на локацији гдје је живио отац Тихомира Станића који је у овом насељу радио као учитељ. Станићев отац је узет као модел за лик главног јунака филма.

## Становништво
| Демографија | Демографија | Демографија |
| Година      | Становника  | Становника  |
| ----------- | ----------- | ----------- |
| 1961.       | 631         |             |
| 1971.       | 541         |             |
| 1981.       | 479         |             |
| 1991.       | 411         |             |

## Знамените личности
- Тихомир Станић, српски глумац